# Орбіта «Тундра»

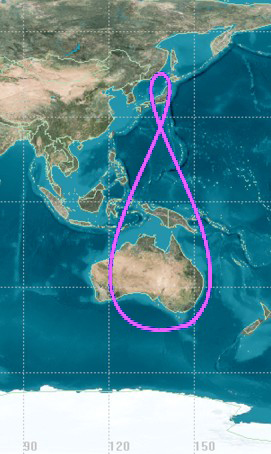
Траса орбіти японського навігаційного супутника QZSS1

Орбіта «Тундра» — один з типів високої еліптичної орбіти з нахилом в 63,4° і періодом обертання в зоряну добу (на 4 хвилини менше сонячної доби). Космічні апарати, розташовані на цій орбіті, знаходяться на геосинхронній орбіті. Траса орбіти такого космічного апарата буде нагадувати вісімку.
В основу орбіти «Тундра» покладені ті ж принципи, що і в іншої високоеліптичної орбіти - орбіти «Блискавка». Завдяки високому куту нахилу орбіту «Тундра» вигідно використовувати в широтах вище 50°. Залежно від аргументу перицентра (ω) орбіта може обслуговувати як північні (ω = 270°), так і південні (ω = 90°) півкулі.

## Використання
Орбіта «Тундра» використовується супутниками радіомовлення «Sirius XM Radio», обслуговуючи Північну Америку, супутниками QZSS навігаційної системи Японії, а також російськими військовими супутниками Тундра, що входять до складу Єдиної Космічної Системи виявлення та бойового управління.